# Ernesto Marcel (boxeador)
Ernesto Marcel (Colón, 23 de mayo de 1948 - Ciudad de Panamá, 29 de junio de 2020) fue un boxeador profesional panameño que compitió desde 1966 hasta 1974. Tuvo el título de peso pluma de la AMB de 1972 a 1974 y desafió por el título de peso pluma del CMB en 1971.

## Carrera
En su debut profesional como adolescente en 1966, Marcel acumuló un récord de 31-3-1, que incluyó un nocaut en la segunda ronda de Bernardo Caraballo, quien había peleado previamente contra Fighting Harada y Éder Jofre por títulos mundiales, y una décima ronda derrota técnica por nocaut ante un joven Roberto Durán, la única derrota por paro de la carrera de Marcel.
El 11 de noviembre de 1971, Marcel se enfrentó al campeón de peso pluma del CMB Kuniaki Shibata en Matsuyama, Japón, pero la pelea quedó en empate, lo que significó que Shibata retuvo su título. Menos de un año después, Marcel derrotó a Antonio Gómez por el título de peso pluma de la AMB e hizo tres defensas exitosas de la corona. Hizo su cuarta y última defensa contra Alexis Argüello el 16 de febrero de 1974, ganando una decisión unánime después de quince rondas. Con un récord de 40–4–2, Marcel anunció su retirada del boxeo después de la pelea, convirtiénse en uno de los pocos boxeadores en retirarse como campeón mundial.

## Títulos
- Tuvo un récord de 0-2 en peleas de título mundial.

- Campeón mundial de peso wélter según la AMB (19 de agosto de 1972-1974).

## Trayectoria deportiva
- El 17 de abril de 1966 debutó como profesional en el boxeo, derrotando a su compatriota Valentin Vorell.

- El 26 de abril de 1969, al derrotar a Eugenio Hurtado, ganó el título de peso ligero de Panamá.

- El 1 de agosto de 1970, al derrotar a Miguel Riasco, ganó el título de campeón de Panamá en peso ligero.
- El 11 de noviembre de 1971, como contendiente, compitió por el título de campeón mundial en peso wélter según el CMB contra Kuniyaki Sibata (Japón ). El duelo terminó en empate.
- El 19 de agosto de 1972, ganó el partido contra Antonio Gómez (Venezuela ), ganando el título de campeón mundial de peso ligero según la AMB.
- Entre 1972 y 1974, defendió su título cuatro veces contra boxeadores como Enrique García (México ), Antonio Gómez (Venezuela), Spider Nemoto (Japón) y Alexis Argüello (Nicaragua ).

- Después de la última defensa en 1974, terminó su carrera en el boxeo, dejando vacante el campeón mundial.[4]

## Fallecimiento
Falleció a los setenta y dos años años el 29 de junio de 2020 en Panamá a causa de varias de enfermedades.

## Récord Profesional
| 40 Ganadas (23 knockouts), 4 Derrotas(1 knockouts), 2 Empates |        |                      |      |              |            |                                                             |                                     |
| Res.                                                          | Récord | Oponente             | Tipo | Round Tiempo | Fecha      | Lugar                                                       | Notas                               |
| G                                                             | 40-4-2 | Alexis Argüello      | UD   | 15 (15)      | 1974-02-16 | Gimnasio Nuevo Panamá, Juan Díaz, Panamá                    | Retiene el Título Mundial Pluma AMB |
| G                                                             | 39-4-2 | Samuel Serrano       | SD   | 10 (10)      | 1973-12-05 | Gimnasio Nuevo Panamá, Juan Díaz, Panamá                    |                                     |
| G                                                             | 38-4-2 | Spider Nemoto        | KO   | 9 (15)       | 1973-09-08 | Gimnasio Nuevo Panamá, Juan Díaz, Panamá                    | Retiene el Título Mundial Pluma AMB |
| G                                                             | 37-4-2 | Antonio Gómez        | TKO  | 12 (15)      | 1973-07-14 | Gimnasio Nuevo Panamá, Juan Díaz, Panamá                    | Retiene el Título Mundial Pluma AMB |
| G                                                             | 36-4-2 | Ramiro Bolaños       | UD   | 10 (10)      | 1973-05-19 | Gimnasio Nuevo Panamá, Juan Díaz, Panamá                    |                                     |
| P                                                             | 35-4-2 | Leonel Hernández     | UD   | 10 (10)      | 1973-03-17 | Maestranza César Girón, Maracay, Venezuela                  |                                     |
| G                                                             | 36-3-2 | Enrique García       | TKO  | 6 (15)       | 1972-12-02 | Gimnasio Nuevo Panamá, Juan Díaz, Panamá                    | Retiene el Título Mundial Pluma AMB |
| G                                                             | 35-3-2 | Antonio Gómez        | MD   | 15 (15)      | 1972-08-19 | Maestranza César Girón, Maracay, Venezuela                  | Gana el Título Mundial Pluma AMB    |
| G                                                             | 34-3-2 | José Luis López      | KO   | 1 (10)       | 1972-06-10 | Gimnasio Nuevo Panamá, Juan Díaz, Panamá                    |                                     |
| G                                                             | 33-3-2 | José Smecca          | KO   | 1 (10)       | 1972-02-05 | Gimnasio Nuevo Panamá, Juan Díaz, Panamá                    |                                     |
| E                                                             | 32-3-2 | Kuniaki Shibata      | SD   | 15 (15)      | 1971-11-11 | Ehime Rugby Stadium, Matsuyama, Japón                       | Por el Título Mundial Pluma CMB     |
| G                                                             | 32-3-1 | Manuel Roque         | KO   | 3 (10)       | 1971-10-02 | Arena Colón, Colón, Panamá                                  |                                     |
| G                                                             | 31-3-1 | José Arranz          | TKO  | 5 (10)       | 1971-08-14 | Gimnasio Nuevo Panamá, Juan Díaz, Panamá                    |                                     |
| G                                                             | 30-3-1 | Alfredo Marcano      | PTS  | 10 (10)      | 1971-05-04 | Nuevo Circo de Caracas, Venezuela                           |                                     |
| G                                                             | 29-3-1 | Ángel Macías         | KO   | 6 (10)       | 1971-01-23 | Gimnasio Nuevo Panamá, Juan Díaz, Panamá                    |                                     |
| G                                                             | 28-3-1 | Wilson Yambo         | TKO  | 3 (10)       | 1970-11-21 | Arena Colón, Colón, Panamá                                  |                                     |
| G                                                             | 27-3-1 | Alfredo Marcano      | PTS  | 10 (10)      | 1970-10-31 | Gimnasio Nuevo Panamá, Juan Díaz, Panamá                    |                                     |
| G                                                             | 26-3-1 | Miguel Riasco        | UD   | 12 (12)      | 1970-08-01 | Gimnasio Nuevo Panamá, Juan Díaz, Panamá                    | Gana el Título Pluma CBPP           |
| P                                                             | 25-3-1 | Roberto Durán        | TKO  | 10 (10)      | 1970-05-16 | Gimnasio Nuevo Panamá, Juan Díaz, Panamá                    |                                     |
| G                                                             | 25-2-1 | Chano Herrera        | KO   | 2 (10)       | 1970-03-20 | Acapulco, México                                            |                                     |
| G                                                             | 24-2-1 | Aurelio Muñiz        | PTS  | 10 (10)      | 1970-03-07 | Monterrey, México                                           |                                     |
| G                                                             | 23-2-1 | Miguel Riasco        | TKO  | 8 (10)       | 1969-12-13 | Arena Colón, Colón, Panamá                                  |                                     |
| G                                                             | 22-2-1 | Freddie Rengifo      | KO   | 2 (10)       | 1969-10-04 | Arena Colón, Colón, Panamá                                  |                                     |
| G                                                             | 21-2-1 | Bernardo Caraballo   | KO   | 2 (10)       | 1969-08-23 | Arena Colón, Colón, Panamá                                  |                                     |
| G                                                             | 20-2-1 | Julio Davis          | KO   | 3 (10)       | 1969-07-19 | Arena Colón, Colón, Panamá                                  |                                     |
| G                                                             | 19-2-1 | José González        | TKO  | 7 (10)       | 1969-06-14 | Arena Colón, Colón, Panamá                                  |                                     |
| G                                                             | 18-2-1 | Eugenio Hurtado      | UD   | 10 (10)      | 1969-06-01 | Gimnasio Neco de la Guardia, Ciudad de Panamá, Panamá       |                                     |
| G                                                             | 17-2-1 | Eugenio Hurtado      | TKO  | 6 (12)       | 1969-04-26 | Arena Colón, Colón, Panamá                                  | Gana el Título Gallo CBPP           |
| G                                                             | 16-2-1 | Heliodoro Pitalua    | KO   | 6 (10)       | 1969-03-22 | Arena Colón, Colón, Panamá                                  |                                     |
| G                                                             | 15-2-1 | José Camargo         | KO   | 5 (10)       | 1969-02-28 | Arena Colón, Colón, Panamá                                  |                                     |
| G                                                             | 14-2-1 | Cammy Beto           | SD   | 10 (10)      | 1968-12-22 | Arena Colón, Colón, Panamá                                  |                                     |
| G                                                             | 13-2-1 | Senén Ríos           | TKO  | 9 (10)       | 1968-11-16 | Arena Colón, Colón, Panamá                                  |                                     |
| G                                                             | 12-2-1 | Frank Leroy          | PTS  | 8 (8)        | 1968-10-17 | Caracas, Venezuela                                          |                                     |
| P                                                             | 11-2-1 | Agustín Cedeño       | PTS  | 8 (8)        | 1968-06-30 | Gimnasio Neco de la Guardia, Ciudad de Panamá, Panamá       |                                     |
| G                                                             | 11-1-1 | Encarnación Guerrero | UD   | 6 (6)        | 1968-02-23 | Arena Colón, Colón, Panamá                                  |                                     |
| G                                                             | 10-1-1 | Mario Molo           | UD   | 6 (6)        | 1968-01-20 | Arena Colón, Colón, Panamá                                  |                                     |
| P                                                             | 9-1-1  | Miguel Riasco        | UD   | 8 (8)        | 1967-07-02 | Arena Colón, Colón, Panamá                                  |                                     |
| G                                                             | 8-0-1  | Agustín Cedeño       | UD   | 8 (8)        | 1967-05-20 | Arena Colón, Colón, Panamá                                  |                                     |
| G                                                             | 7-0-1  | Santos Peña          | KO   | 3 (6)        | 1967-04-01 | Estadio Juan Demóstenes Arosemena, Ciudad de Panamá, Panamá |                                     |
| G                                                             | 6-0-1  | Lázaro Frutos        | TKO  | 2 (4)        | 1967-02-26 | Gimnasio Neco de la Guardia, Ciudad de Panamá, Panamá       |                                     |
| G                                                             | 5-0-1  | Herbert Locke        | TKO  | 5 (6)        | 1966-12-03 | Estadio Juan Demóstenes Arosemena, Ciudad de Panamá, Panamá |                                     |
| G                                                             | 4-0-1  | Luis Rodríguez       | UD   | 4 (4)        | 1966-09-25 | Arena Colón, Colón, Panamá                                  |                                     |
| G                                                             | 3-0-1  | Leroy Carghill       | PTS  | 4 (4)        | 1966-08-28 | Arena Colón, Colón, Panamá                                  |                                     |
| E                                                             | 2-0-1  | Carlos Harris        | PTS  | 4 (4)        | 1966-07-24 | Arena Colón, Colón, Panamá                                  |                                     |
| G                                                             | 2-0    | Guillermo Porter     | UD   | 4 (4)        | 1966-05-22 | Arena Colón, Colón, Panamá                                  |                                     |
| G                                                             | 1-0    | Valentín Worrell     | KO   | 1 (4)        | 1966-04-17 | Arena Colón, Colón, Panamá                                  |                                     |